# Colobura dirce
Colobura dirce е вид тропическата пеперуда от семейство Многоцветници (Nymphalidae).

## Описание
Крилете са с размери 33 cm.

## Разпространение
Видът обитава двата Американски континента от Мексико до Аржентина. В северната част на Южна и Централна Америка е разпространен подвида C. dirce dirce (Linnaeus, 1758), а Карибските острови са обитавани от C. dirce wolcotti (W. Comstock, 1942). Възрастните пеперуди са често срещани в различни горски местообитания на височина до 1600 m над морското равнище.

## Размножаване
Яйцата се полагат на малки групи от 2 до 10 броя по фиданки на растенията гостоприемници от род Cecropia. Ларвите преминават през пет етапа на линеене като по време на петата си възраст придобиват кадифено черен цвят. Какавидите наподобяват по цвят и форма на мъртви клонки.
- Colobura dirce dirce